# Municipalità locale di Polokwane
Polokwane è una municipalità locale (in inglese Polokwane Local Municipality) appartenente alla municipalità distrettuale di Capricorn della provincia del Limpopo in Sudafrica. Il suo capoluogo è Polokwane.
Il suo territorio si estende su una superficie di 3.765 km² ed è suddiviso in 37 circoscrizioni elettorali (wards). Il suo codice di distretto è LIM354.

## Geografia fisica

### Confini
La municipalità locale di Polokwane confina a nord con quelle di Aganang e Molemole, a est con quella di Greater Tzaneen (Mopani), a sud con quella di Lepele-Nkumpi e a ovest con quelle di Mogalakwena (Waterberg) e Aganang.

### Città e comuni
- Bjatladibja Dikolobe
- Boyne
- Dikgale
- Ditlou Machidi
- Ga-Mashashane
- Gladdeklipkop
- Leshwane
- Maja
- Makgoba
- Mankoeng
- Mankweng
- Mixed TA
- Mojapelo
- Molepo
- Moletji
- Moloto Solomon Kgabo
- Mothiba
- Nuwe Smitsdorp
- Polokwane (Pietersburg)
- Rietkolk
- Sebayeng
- Seshego
- Solomondale
- Thabamoopo
- Tholongwe
- Turfloop

### Fiumi
- Bloed
- Diep
- Doring
- Hlakaro
- Hout
- Mogoto
- Pou
- Rooisloot
- Sand
- Strydomsloop
- Tudumo

### Dighe
- Houtrivier Dam
- Seshego Dam
- Turfloop Dam